# Фокида
Фоки́да, Фоки́с (греч. Φωκίδα или Φωκίς) — ном Центральной Греции. В его честь названа извилина Фокида на спутнике Юпитера Европе.

## История
В древности область в Средней Греции, граничившая на западе с Доридой и Озольской (западной) Локридой, на юге с Коринфским заливом, на востоке с Беотией и Опунтской Локридой, на севере с Эпикнемидской Локридой. В древнейшую пору греческой истории Фокида занимала большую территорию, доходя до Фермопил.
Благодаря расположению гор страна распадалась на две части: северная, орошаемая рекой Кефисом и его притоком Кахалом, замыкалась горами Парнасом на юге, Каллидромом и Кнемидой на севере, и отличалась сравнительным плодородием; южная, с горами Парнасом и Кирфисом, простиралась до Коринфского залива и представляла собой дикую горную страну, орошаемую реками Гераклеем и Плистом с Кастальским источником. В древности большая площадь была занята лесами; едва 1/4 всей поверхности страны обрабатывалась под нивы.
Жители Фокиды, фокейцы, принадлежали по диалекту к северо-западной группе греческих племен и были родственны пелопоннесским дорянам, этолянам и локрянам: это даёт возможность предположить, что Фокида была заселена группой переселявшихся из Фессалии племён, из которых часть остановилась в Средней Греции (области Дорида, Фокида, Этолия, Локрида), часть направилась в Пелопоннес.
В политическом отношении Фокида, подобно другим нецентрализованным греческим государствам, представляла собою племенной союз (22-х городов); во главе каждого города стоял архонт, во главе союза — стратег, получавший во время войны неограниченные полномочия. Союзный Фокейский совет заседал близ Давлиды в «Фокиконе»; он постановлял окончательные решения в общих делах союза, решал вопросы о войне и мире, избирал союзных сановников. Камни с постановлениями союза выставлялись в святилище Афины в Элатее и на площади этого города.
История Фокиды связана главным образом с историей Пилейско-дельфийской амфиктионии, к которой издавна принадлежали фокейцы, боровшиеся первоначально из-за гегемонии с фессалийцами. Фокейцам приходилось также вести борьбу с дельфийцами, которые смотрели на управление дельфийским храмом Аполлона как на своё исключительное право. При содействии лакедемонян дельфийцы отделились от союза, образовав автономную общину, и получили святилище в своё исключительное заведование. Фокейцы, однако, несколько раз возобновляли свои притязания на дельфийское святилище: отдельные акты этой долгой борьбы известны в греческой истории под именем священных войн.
Была центром Фокидского союза. 
Вскоре после 280 г. до н. э. фокейцы примкнули к Этолийскому союзу, но Фокейский союз тем не менее продолжал своё существование до 146 г. до н. э., когда с образованием новых римских провинций Македонии и Ахайи все греческие союзы городов были уничтожены. Через некоторое время, впрочем, Фокейский союз с согласия римлян был восстановлен.

## Города античной Фокиды
- Абы
- Антикира
- Давлида
- Дельфы
- Крисса
- Лилея
- Панопей
- Тифорея
- Элатея

## Известные уроженцы
- Псаррос, Димитриос (1893—1944) – греческий офицер, деятель Греческого Сопротивления.